# Лампхун
Лампхун е една от 76-те провинции на Тайланд. Столицата ѝ е едноименния град Лампхун. Населението на провинцията е 413 299 жители (2000 г. – 60-а по население), а площта 4505,9 кв. км (49-а по площ). Намира се в часова зона UTC+7. Разделена е на 8 района, които са разделени на 51 общини и 551 села.